# Eimersmühle
Eimersmühle ist ein Gemeindeteil der Stadt Creußen im Landkreis Bayreuth (Oberfranken, Bayern). Eimersmühle liegt in der Gemarkung Wolfsbach.

## Geografie
Die  Einöde liegt etwa 4,5 km nördlich vom Stadtzentrum von Creußen entfernt am linken Ufer des im etwa 40 Meter tiefen Tal fließenden Roten Mains, dem dort von Westen her der Weihergraben zufließt. Einen Viertelkilometer flussaufwärts quert die Bahnstrecke Schnabelwaid–Bayreuth den Fluss über eine Brücke. Die Eimersmühle ist eine einzeln stehende, derzeit baufällige und unbewohnte denkmalgeschützte Mühle, die über einen Anliegerweg durchs Seitental von der Bundesstraße 2 her erschlossen ist.

## Geschichte
Gegen Ende des 18. Jahrhunderts bestand Eimersmühle aus einem Anwesen. Die Hochgerichtsbarkeit stand dem bayreuthischen Stadtvogteiamt Creußen zu. Das Hofkastenamt Bayreuth war Grundherr der Mühle. Zu dem Anwesen gehörten 7 Tagewerk Land.
Von 1797 bis 1810 unterstand der Ort dem Justiz- und Kammeramt Pegnitz. Mit dem Gemeindeedikt wurde Eimersmühle dem 1812 gebildeten Steuerdistrikt Oberkonnersreuth und der im gleichen Jahr gebildeten Ruralgemeinde Ottmannsreuth zugewiesen. Mit dem Gemeindeedikt von 1818 erfolgte die Eingemeindung nach Wolfsbach. Am 1. Mai 1978 wurde Eimersmühle im Zuge der Gebietsreform in Bayern in Creußen eingegliedert.

### Einwohnerentwicklung
| Jahr      | 001799 | 001822 | 001861 | 001871 | 001885 | 001900 | 001925 | 001950 | 001961 | 001970 | 001987 |
| Einwohner | 5      | 11     | 12     | 11     | 9      | 13     | 5      | 9      | 5      | 4      | 3      |
| Häuser    | 1      | 2      |        |        | 2      | 2      | 1      | 2      | 1      |        | 1      |
| Quelle    | [ 5 ]  | [ 6 ]  | [ 8 ]  | [ 9 ]  | [ 10 ] | [ 11 ] | [ 12 ] | [ 13 ] | [ 14 ] | [ 15 ] | [ 16 ] |

## Religion
Eimersmühle ist evangelisch-lutherisch geprägt und nach St. Jakobus (Creußen) gepfarrt.